# Anna Jagaciak-Michalska
Anna Jagaciak, coniugata Michalska (Zielona Góra, 10 febbraio 1990), è un'ex lunghista e triplista polacca.
Vincitrice di tre medaglie alle Universiadi, ha disputato una finale olimpica a Rio de Janeiro 2016 classificandosi decima nel salto triplo.

Dal 2014 è sposata con l'astista Łukasz Michalski mentre sua sorella minore, Monika, è una supermodella di fama internazionale. Si ritira nel 2019 dall'atletica per dedicarsi alla fotografia.

## Palmarès
| Anno | Manifestazione                                  | Sede           | Evento         | Risultato | Prestazione | Note                                     |
| ---- | ----------------------------------------------- | -------------- | -------------- | --------- | ----------- | ---------------------------------------- |
| 2007 | Mondiali allievi                                | Ostrava        | Salto in lungo | 13ª (q)   | 5,89 m      |                                          |
| 2007 | Festival olimpico estivo della gioventù europea | Belgrado       | Salto in lungo | 5ª        | 5,98 m      |                                          |
| 2007 | Festival olimpico estivo della gioventù europea | Belgrado       | Salto triplo   | 10ª       | 12,22 m     |                                          |
| 2008 | Mondiali juniores                               | Bydgoszcz      | Salto in lungo | 7ª        | 6,27 m      |                                          |
| 2008 | Mondiali juniores                               | Bydgoszcz      | Salto triplo   | 14ª (q)   | 12,97 m     |                                          |
| 2009 | Europei juniores                                | Novi Sad       | Salto in lungo | Bronzo    | 6,29 m      |                                          |
| 2009 | Europei juniores                                | Novi Sad       | Salto triplo   | 4ª        | 13,55 m     |                                          |
| 2010 | Europei                                         | Barcellona     | Salto in lungo | 10ª       | 6,36 m      |                                          |
| 2010 | Europei                                         | Barcellona     | Salto triplo   | 15ª (q)   | 14,03 m     |                                          |
| 2011 | Europei under 23                                | Ostrava        | Salto in lungo | 4ª        | 6,62 m      |                                          |
| 2011 | Europei under 23                                | Ostrava        | Salto triplo   | Bronzo    | 13,86 m     |                                          |
| 2011 | Universiadi                                     | Shenzhen       | Salto in lungo | 7ª        | 6,40 m      |                                          |
| 2011 | Universiadi                                     | Shenzhen       | Salto triplo   | 15ª (q)   | 13,15 m     |                                          |
| 2011 | Mondiali                                        | Taegu          | Salto triplo   | 28ª (q)   | 13,57 m     |                                          |
| 2012 | Europei                                         | Helsinki       | Salto in lungo | 23ª (q)   | 6,16 m      |                                          |
| 2013 | Universiadi                                     | Kazan'         | Salto in lungo | 7ª        | 6,32 m      |                                          |
| 2013 | Universiadi                                     | Kazan'         | Salto triplo   | Argento   | 14,21 m     | Miglior prestazione personale stagionale |
| 2013 | Mondiali                                        | Mosca          | Salto triplo   | 9ª        | 13,95 m     |                                          |
| 2013 | Giochi della Francofonia                        | Nizza          | Salto in lungo | Oro       | 6,68 m      |                                          |
| 2013 | Giochi della Francofonia                        | Nizza          | Salto triplo   | Oro       | 13,92 m     |                                          |
| 2014 | Mondiali indoor                                 | Sopot          | Salto triplo   | 11ª (q)   | 13,57 m     |                                          |
| 2014 | Europei                                         | Zurigo         | Salto triplo   | 15ª (q)   | 13,59 m     |                                          |
| 2015 | Universiadi                                     | Gwangju        | Salto in lungo | Argento   | 6,57 m      | Miglior prestazione personale stagionale |
| 2015 | Universiadi                                     | Gwangju        | Salto triplo   | Bronzo    | 13,81 m     |                                          |
| 2016 | Giochi olimpici                                 | Rio de Janeiro | Salto triplo   | 10ª       | 14,07 m     |                                          |
| 2016 | Europei                                         | Amsterdam      | Salto triplo   | 4ª        | 14,40 m     |                                          |
| 2017 | Europei indoor                                  | Belgrado       | Salto triplo   | 4ª        | 14,14 m     |                                          |
| 2017 | Mondiali                                        | Londra         | Salto triplo   | 6ª        | 14,25 m     |                                          |
| 2018 | Europei                                         | Berlino        | Salto triplo   | 14ª (q)   | 14,01 m     |                                          |